# Kadam Rasul

Kadam Rasul (alternativt Kadamrasul, även känd som Bandar) var en stad i Dhakaprovinsen i Bangladesh. Staden hade 166 291 invånare vid folkräkningen 2011, på en yta av 11,28 km². Den 5 maj 2011 upptogs Kadam Rasul i Narayanganj City Corporation och är idag en av Narayanganjs administrativa zoner. Kadam Rasul ligger vid floden Sitalakhya, med centrala Narayanganj på den andra sidan. Kadam Rasul existerade som en egen kommun mellan 1993 och 2011.